# Partito della Libertà e della Solidarietà
Il Partito della Libertà e della Solidarietà (in turco: Özgürlük ve Dayanışma Partisi ("ÖDP")) è un partito politico turco.
Sebbene abbia un limitato successo elettorale, presenta suoi eletti nei consigli comunali di alcune città, nonché una certa influenza in alcuni sindacati del pubblico impiego. È uno dei pochi partiti politici al mondo che si rifanno esplicitamente al socialismo libertario.

## Ideologia e affiliazione
Il suo programma politico è finalizzato al conseguimento di una società egualitaria, anti-statalista ed anti-capitalista, fortemente decentrata in favore delle forze del lavoro, attraverso un socialismo libertario, internazionalista, anti-militarista, ecologista e femminista, basato sull'autogoverno e la pianificazione democratica ed orizzontalista dell'economia. Il partito è membro della Sinistra Anticapitalista Europea e, dal 2007, del Partito della Sinistra Europea.